# 41è Festival Internacional de Cinema de Berlín
El 41è Festival Internacional de Cinema de Berlín va tenir lloc entre el 15 i el 26 de febrer de 1991. El festival va obrir amb Uranus de Claude Berri. L'Os d'Or fou atorgat a la pel·lícula italiana La casa del sorriso dirigida per Marco Ferreri. Es va mostrar al festival una retrospectiva dedicada a pel·lícules de la Guerra Freda.

## Jurat

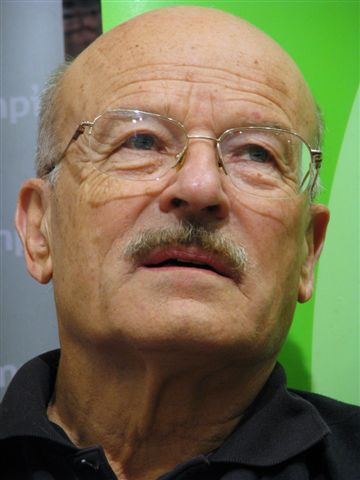
Volker Schlöndorff, president del jurat

Les següents persones foren nomenades com a membres del jurat:
- Volker Schlöndorff (president)
- Chantal Akerman
- Laurie Anderson
- José Luis Borau
- Judith Godrèche
- Yuri Klepikov
- Renate Krößner
- Gillo Pontecorvo
- Simon Relph
- Catharina Stackelberg
- Mircea Veroiu

## Pel·lícules en competició
Les següents pel·lícules van competir per l'Os d'Or i per l'Os de Plata:
| Títol original                   | Director(s)        | País                                             |
| -------------------------------- | ------------------ | ------------------------------------------------ |
| Amantes                          | Vicente Aranda     | Espanya                                          |
| Amelia Lópes O'Neill             | Valeria Sarmiento  | Xile, Suïssa, França, Espanya                    |
| The Ballad of the Sad Café       | Simon Callow       | Regne Unit, Estats Units                         |
| Der Berg                         | Markus Imhoof      | Suïssa                                           |
| Cabeza de Vaca                   | Nicolás Echevarría | Mèxic, Espanya, França, Estats Units, Regne Unit |
| La condanna                      | Marco Bellocchio   | Itàlia, Suïssa, França                           |
| Li Lianying: The Imperial Eunuch | Tian Zhuangzhuang  | R.P. de la Xina, Hong Kong                       |
| Dances with Wolves               | Kevin Costner      | Estats Units                                     |
| Dandan-e-mar                     | Masoud Kimiai      | Iran                                             |
| Erfolg                           | Franz Seitz, Jr.   | Alemanya                                         |
| Fortune Express                  | Olivier Schatzky   | França                                           |
| God afton, Herr Wallenberg       | Kjell Grede        | Suècia                                           |
| La casa del sorriso              | Marco Ferreri      | Itàlia                                           |
| Isyhes meres tou Avgoustou       | Pantelis Voulgaris | Grècia                                           |
| Ked hviezdy boli cervené         | Dušan Trančík      | Eslovàquia, França                               |
| The Miracle                      | Neil Jordan        | Regne Unit, Irlanda                              |
| Mister Johnson                   | Bruce Beresford    | Estats Units                                     |
| Le Petit criminel                | Jacques Doillon    | França                                           |
| The Russia House                 | Fred Schepisi      | Estats Units                                     |
| Satan                            | Viktor Aristov     | Unió Soviètica                                   |
| The Silence of the Lambs         | Jonathan Demme     | Estats Units                                     |
| Der Tangospieler                 | Roland Gräf        | Alemanya                                         |
| Ultrà                            | Ricky Tognazzi     | Itàlia                                           |
| Uranus                           | Claude Berri       | França                                           |
| Il viaggio di Capitan Fracassa   | Ettore Scola       | França, Itàlia                                   |

## Retrospectiva
A la retrospectiva es van projectar les següents pel·lícules:
| Títol original                                                      | Director(s)           | País              |
| ------------------------------------------------------------------- | --------------------- | ----------------- |
| Advise And Consent                                                  | Otto Preminger        | Estats Units      |
| Angel Face                                                          | Otto Preminger        | Estats Units      |
| Blood on the Moon                                                   | Robert Wise           | Estats Units      |
| Cape Fear                                                           | J. Lee Thompson       | Estats Units      |
| Das verurteilte Dorf                                                | Martin Hellberg       | Alemanya          |
| Der geteilte Himmel                                                 | Konrad Wolf           | RFA               |
| Die vier im Jeep                                                    | Leopold Lindtberg     | Suïssa            |
| Diplomatic Courier                                                  | Henry Hathaway        | Estats Units      |
| Double Dynamite                                                     | Irving Cummings       | Estats Units      |
| Dr. Strangelove or How I Learned to Stop Worrying and Love the bomb | Stanley Kubrick       | Regne Unit        |
| Eine Berliner Romanze                                               | Gerhard Klein         | RDA               |
| Fail-Safe                                                           | Sidney Lumet          | Estats Units      |
| Farewell, My Lovely                                                 | Dick Richards         | Estats Units      |
| For Eyes Only                                                       | János Veiczi          | Alemanya          |
| Frauenschicksale                                                    | Slatan Dudow          | RFA               |
| From Russia with Love                                               | Terence Young         | Regne Unit        |
| Funeral In Berlin                                                   | Guy Hamilton          | Regne Unit        |
| Gentlemen Marry Brunettes                                           | Richard Sale          | Estats Units      |
| Gentlemen Prefer Blondes                                            | Howard Hawks          | Estats Units      |
| Heaven Knows, Mr. Allison                                           | John Huston           | Estats Units      |
| His Kind of Woman                                                   | John Farrow           | Estats Units      |
| Home from the Hill                                                  | Vincente Minelli      | Estats Units      |
| Hot Blood                                                           | Nicholas Ray          | Estats Units      |
| Il compagno Don Camillo                                             | Luigi Comencini       | Itàlia, França    |
| I Married a Communist                                               | Robert Stevenson      | Estats Units      |
| Invasion of the Body Snatchers                                      | Don Siegel            | Estats Units      |
| Invasion U.S.A.                                                     | Alfred E. Green       | Estats Units      |
| I Was a Communist for the FBI                                       | Gordon Douglas        | Estats Units      |
| Jet Pilot                                                           | Josef von Sternberg   | Estats Units      |
| Les Espions                                                         | Henri-Georges Clouzot | França, Alemanya  |
| Macao                                                               | Josef von Sternberg   | Estats Units      |
| Man on a Tightrope                                                  | Elia Kazan            | Estats Units      |
| Montana Belle                                                       | Allan Dwan            | Estats Units      |
| One, Two, Three                                                     | Billy Wilder          | Estats Units      |
| Out of the Past                                                     | Jacques Tourneur      | Estats Units      |
| Pursued                                                             | Raoul Walsh           | Estats Units      |
| Quatermass 2                                                        | Val Guest             | Regne Unit        |
| Red Dawn                                                            | John Milius           | Estats Units      |
| Red Planet Mars                                                     | Harry Horner          | Estats Units      |
| River of No Return                                                  | Otto Preminger        | Estats Units      |
| Roman einer jungen Ehe                                              | Kurt Maetzig          | RDA               |
| Ryan's Daughter                                                     | David Lean            | Regne Unit        |
| Seven Days in May                                                   | John Frankenheimer    | Estats Units      |
| Son of Paleface                                                     | Frank Tashlin         | Estats Units      |
| The 27th Day                                                        | William Asher         | Estats Units      |
| The Big Lift                                                        | George Seaton         | Estats Units      |
| The Big Steal                                                       | Don Siegel            | Estats Units      |
| The Deadly Affair                                                   | Sydney Lumet          | Regne Unit        |
| The Friends of Eddie Coyle                                          | Peter Yates           | Estats Units      |
| The Iron Curtain                                                    | William A. Wellman    | Estats Units      |
| The Kremlin Letter                                                  | John Huston           | Estats Units      |
| The Looking Glass War                                               | Frank Pierson         | Regne Unit        |
| The Lusty Men                                                       | Nicholas Ray          | Estats Units      |
| The Man Between                                                     | Carol Reed            | Regne Unit        |
| The Manchurian Candidate                                            | John Frankenheimer    | Estats Units      |
| The Night of the Hunter                                             | Charles Laughton      | Estats Units      |
| The Outlaw                                                          | Howard Hughes         | Regne Unit        |
| The Paleface                                                        | Norman Z. McLeod      | Estats Units      |
| The Red Danube                                                      | George Sidney         | Estats Units      |
| The Red Menace                                                      | R. G. Springsteen     | Estats Units      |
| Red Nightmare                                                       | George Waggner        | Estats Units      |
| The Revolt Of Mamie Stover                                          | Raoul Walsh           | Estats Units      |
| The Spy Who Came in from the Cold                                   | Martin Ritt           | Regne Unit        |
| The Tall Men                                                        | Raoul Walsh           | Estats Units      |
| The Wonderful Country                                               | Robert Parrish        | Estats Units      |
| The Yakuza                                                          | Sydney Pollack        | Estats Units      |
| The Young Lovers                                                    | Anthony Asquith       | Regne Unit        |
| Thunder Road                                                        | Arthur Ripley         | Estats Units      |
| Topaz                                                               | Alfred Hitchcock      | Regne Unit        |
| Torn Curtain                                                        | Alfred Hitchcock      | Estats Units      |
| Track of the Cat                                                    | William A. Wellman    | Estats Units      |
| Escape from East Berlin                                             | Robert Siodmak        | Estats Units, RDA |
| Verspätung in Marienborn                                            | Rolf Hädrich          | Alemanya          |
| Walk East on Beacon                                                 | Alfred L. Werker      | Estats Units      |
| Where Danger Lives                                                  | John Farrow           | Estats Units      |

## Premis

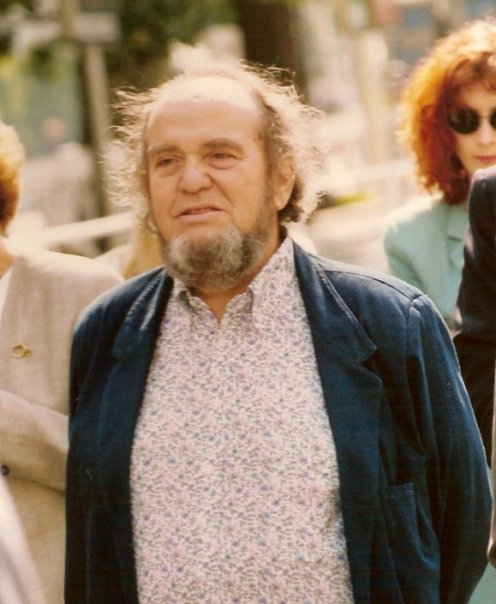
Marco Ferreri, guanyador de l'Os d'Or al festival

El jurat va atorgar els següents premis:
- Os d'Or: La casa del sorriso de Marco Ferreri
- Os de Plata - Premi Especial del Jurat:
  - La condanna de Marco Bellocchio
  - Satan de Viktor Aristov
- Os de Plata a la millor direcció: 
  - Jonathan Demme per The Silence of the Lambs
  - Ricky Tognazzi per Ultrà
- Os de Plata a la millor interpretació femenina: Victoria Abril per Amantes
- Os de Plata a la millor interpretació masculina: Maynard Eziashi per Mister Johnson
- Os de Plata per un èxit únic excepcional: Kevin Costner per Dances with Wolves
- Menció honorífica
  - Dandan-e-mar
  - Le Petit criminel
  - Li Lianying: The Imperial Eunuch
- Premi FIPRESCI
  - Le Petit criminel de Jacques Doillon